# Lijst van bezems uit Harry Potter

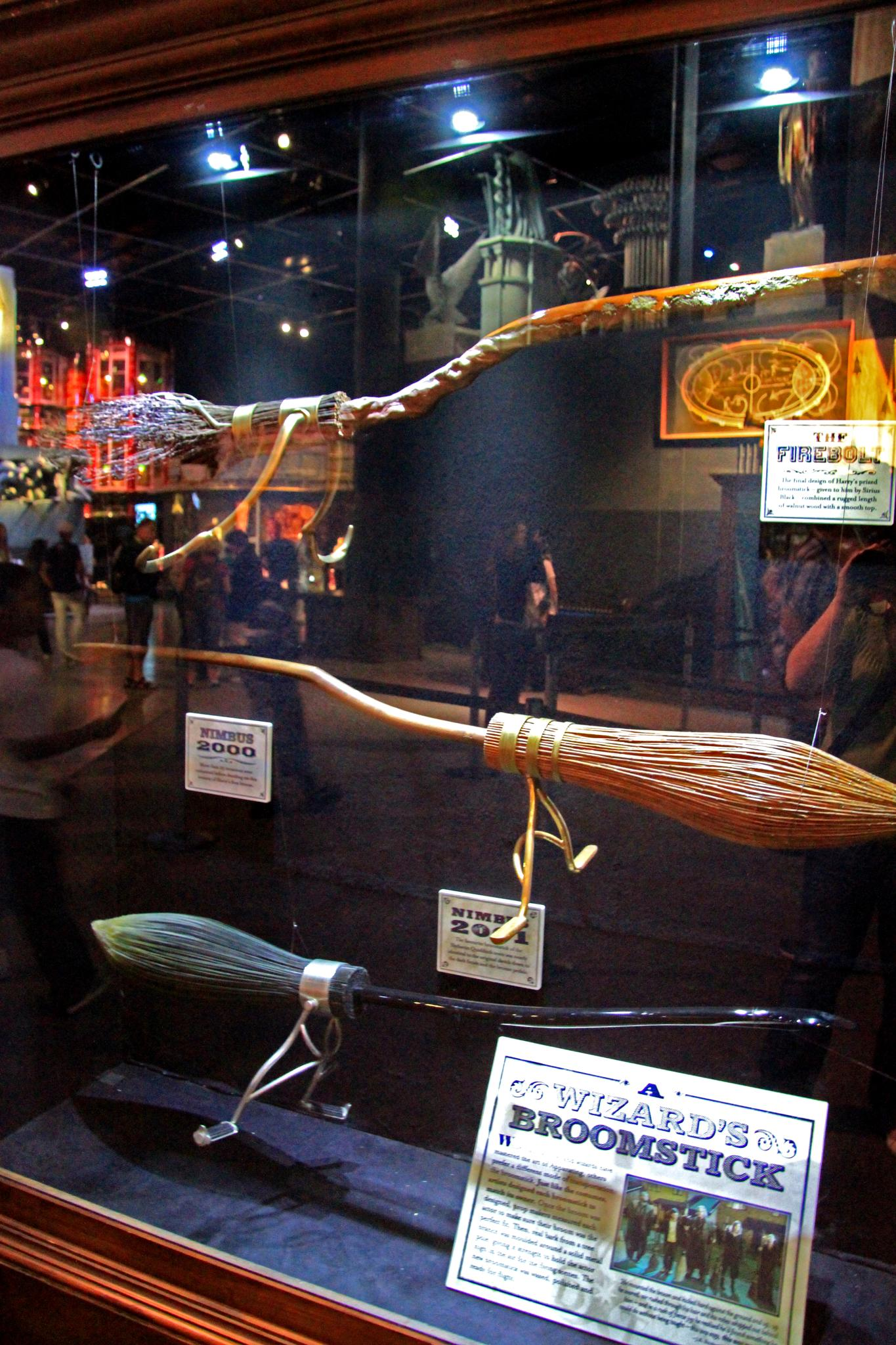
Verschillende bezems uit de Harry Potter-films, van boven naar onder: Vuurflits, Nimbus 2000 en Nimbus 2001

Dit artikel geeft een lijst van bezems weer uit de Harry Potter-boeken van de Britse schrijfster Joanne Rowling. De bezems worden in de boeken gebruikt als standaard vervoermiddel maar ook als sportartikel.

## Geschiedenis
De Eikenschacht 79 was de eerste in serie geproduceerde bezem. Voordat deze geproduceerd werd, maakte elke tovenaar zijn eigen bezem.

## Familiebezems
- De hommel (Engels:Bluebottle). De enige bekende familiebezem in de boekenreeks, beschermd met een Anti-Diefstal zoemer.

## Racebezems
- 1879 Eikenschacht 79 (Engels: Oakshaft 79). Eerste bezem die in serie geproduceerd werd. Elias Gramsteen ontwierp en bouwde deze bezem zelf. De bezem is volledig handwerk en Carolien Lindenberg vloog hiermee als eerste over de Atlantische Oceaan. De bezem is te log om voor Zwerkbal gebruikt te kunnen worden: het bochtenwerk is niet soepel.
- 1901 Maanstraal (Engels: Moontrimmer). Gloria Inde ontwierp deze zeer goede bezem die perfect is voor Zwerkbal. Hij was niet in grote hoeveelheden te produceren en zo dus geen lang leven beschoren.
- ???? Zilveren Pijl (Engels: Silver Arrow). Bezem gemaakt door Leo Schuurder. Zeer snelle bezem, voorloper van de moderne racebezem, maar niet in grote hoeveelheden te produceren.
- 1926 Helleveeg 1 (Engels: Cleansweep One). Eerste bezem van de Helleveeg Bezemfabriek, opgericht door Bob van Beuzel, Ben van Beuzel en Bram van Beuzel. Snelle en wendbare bezem, en in grote aantallen te produceren.
- 1929 Komeet 140 (Engels: Comet One-Fourty). Eerste Racebezemsteel van de Handelsmaatschappij De Komeet, opgericht door Rudolf Kliek en Ed Huppel. Hij is 140 keer getest, en de eerste bezem die in grote aantallen geproduceerd werd. De bezem heeft een ingebouwde rembezwering waardoor de Zwerkbaljagers de doelringen niet zo snel voorbij vlogen. Met deze bezem werd Handelsmaatschappij De Komeet de grootste concurrent van Helleveeg.
- 1934 Helleveeg 2 (Engels: Cleansweep Two). Opvolger van de Helleveeg 1
- 1937 Helleveeg 3 (Engels: Cleansweep Three). Opvolger van de Helleveeg 2
- ???? Helleveeg 4 (Engels: Cleansweep Four). Opvolger van de Helleveeg 3
- ???? Helleveeg 5 (Engels: Cleansweep Five). Opvolger van de Helleveeg 4
- ???? Helleveeg 6 (Engels: Cleansweep Six). Opvolger van de Helleveeg 5
- 1938 Komeet 180 (Engels: Comet One-Eighty). Opvolger van de Komeet 140, maar deze werd 180 keer getest.
- 1940 Dondersteel (Engels: Tinderblast). Bezem gemaakt door Donner & Wetter uit het Zwarte Woud. Deze bezem is niet erg snel: hij heeft nooit de topsnelheden van de Kometen en de Hellevegen gehaald.
- 1952 Toverformule 1 (Engels: Swiftstick). Bezem gemaakt door Vogel & Wapper. Sneller dan de Dondersteel, maar hij verliest kracht tijdens het stijgen.
- 1955 Vallende Ster (Engels: Shooting Star). Aanvankelijk zeer populaire bezem van Universele Bezems. Werd hij slechter naarmate hij ouder werd. Universele Bezems ging in 1978 failliet.
- 1967 Nimbus 1000 (Engels: Nimbus 1000). Eerste bezem van Nimbus Racebezembouwers. Zeer goede bezem, evenals zijn opvolgers. Nimbus bouwde betere bezems dan Helleveeg en Komeet, maar ook duurdere.
- ???? Nimbus 1001 (Engels: Nimbus 1001). Opvolger van de Nimbus 1000.
- ???? Nimbus 1500 (Engels: Nimbus 1500). Opvolger van de Nimbus 1001.
- ???? Nimbus 1700 (Engels: Nimbus 1700). Opvolger van de Nimbus 1500.
- 1990 Twijger 90 (Engels: Twigger 90). De Twijger 90 is in 1990 gemaakt door Braman en Vleugelaar en was bedoeld als concurrent van de Nimbus-serie. Hoewel het een mooie bezem was met leuke snufjes zoals een ingebouwde waarschuwingsfluit en een zelfkammende takkenbos, bleek dat de Twijger bij hoge snelheden kon kromtrekken en daardoor heeft de Twijger nooit een goede reputatie als racebezem gekregen.
- ???? Komeet 240 (Engels: Comet two-fourty). Opvolger van de Komeet 140.
- ???? Komeet 290 (Engels: Comet two-ninety). Opvolger van de Komeet 240. Met een behoorlijke rugwind gaat een Komeet 290 van nul tot 100 kilometer per uur in 10 seconden.
- 1991 Nimbus 2000 (Engels: Nimbus 2000). Zeer snelle racebezemsteel. Harry vloog van zijn eerste t/m zijn derde schooljaar op Zweinstein met dit model, totdat de bezem zichzelf te pletter vloog tegen de beukwilg. De topsnelheid loopt op tot 200 kilometer per uur.
- 1992 Nimbus 2001 (Engels: Nimbus 2001). De nóg snellere opvolger van de Nimbus 2000. In het tweede schooljaar van Harry zijn de zwerkbalspelers van Zwadderich de trotse bezitters van de Nimbus 2001. Dit komt doordat de vader van Draco Malfidus -de zoeker van Zwadderich- deze bezemstelen voor het team van Zwadderich heeft gekocht.
- 1993 Vuurflits (Engels: Firebolt). De snelste bezem tot nu toe, gaat van 0 naar 250 km/u topsnelheid in 10 seconden.
- ???? Komeet 260 (Engels: Comet two-sixty). De Komeet 260 is te vergelijken met de Helleveeg 7. Misschien wel ietsje sneller.
- ???? Helleveeg 7 (Engels: Cleansweep Seven). De Helleveeg 7 is een verbeterde versie van de Helleveeg 6. Deze versie is stabieler en sneller.